# غرايم ديفين
غرايم ديفين (بالإنجليزية: Graeme Devine)‏ هو مهندس بريطاني، ولد في 1966 في غلاسكو في المملكة المتحدة.